# アジア・タイムズ・オンライン
アジア・タイムズ・オンライン（英語：Asia Times Online）は、1999年に香港(中国)を拠点に創設された日刊のオンライン新聞。略して「ATol」と呼ばれる。英語と中国語で発行される。前身はアジア通貨危機の影響で、1997年半ばに廃刊となった日刊紙「アジア・タイムズ」。その理念を引き継ぎ、「アジアからの視点」をモットーにアジア地域の政治や経済、社会問題に特化して報道している。収入源は広告収入や他メディアへのニュース配信料、広告の無い有料サイトのatimes.netの購読料などとなっている。日本からは元朝日新聞記者の高橋浩祐が2004年から定期的に寄稿している。
一日平均の読者の訪問者数、いわゆるビジター数は９万人に達し、アジアのニュースサイトとしてはアクセス数の最も多い人気サイトの一つ。ニューヨーク・タイムズは2006年、アジア・タイムズ・オンラインをアジア地域における「最も目立った（英語メディアの）一つ」と称した。
asiatimes.comの以前はatimes.comのドメイン名を用いていた。

## 記事
- 2017年4月3日、トッド・ロイヤルによる意見として、日本は核兵器を保有すべきであるとした論説が掲載された[6]。